# قاي ووكر
قاي ووكر (12 سبتمبر 1995 في المملكة المتحدة - ) (بالإنجليزية: Guy Walker)‏ هو لاعب كريكت أسترالي. لعب مع Melbourne Renegades ‏.

## وصلات خارجية
- قاي ووكر على موقع إي آس بي آن كريك إنفو (الإنجليزية)